# 서미옥
서미옥(1955년 5월 2일 ~)은 대한민국의 성우이다. 1980년 KBS에 입사했으며, 현재는 KBS 16기이다. 한국방송 성우극회 소속.